# 巴剎

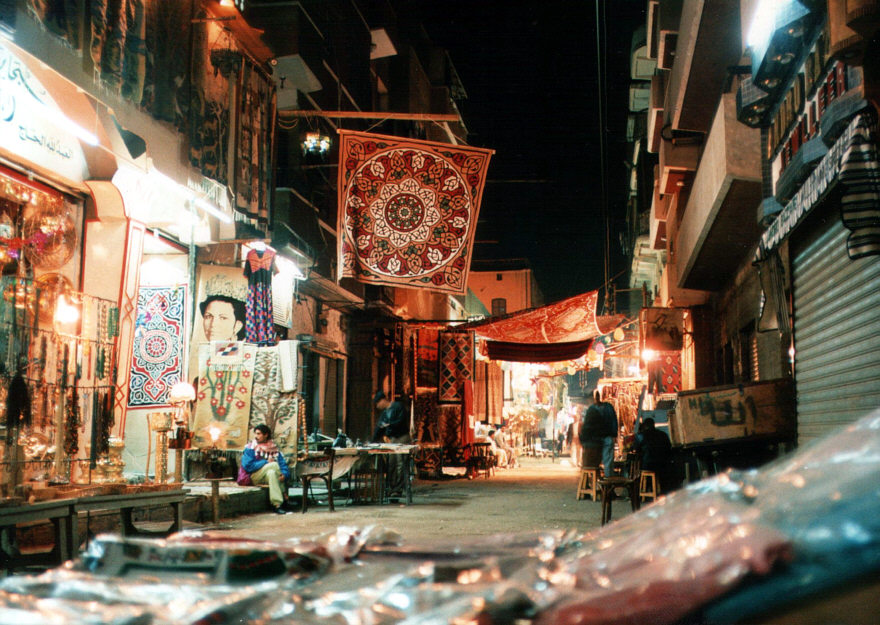
埃及卢克索的巴刹

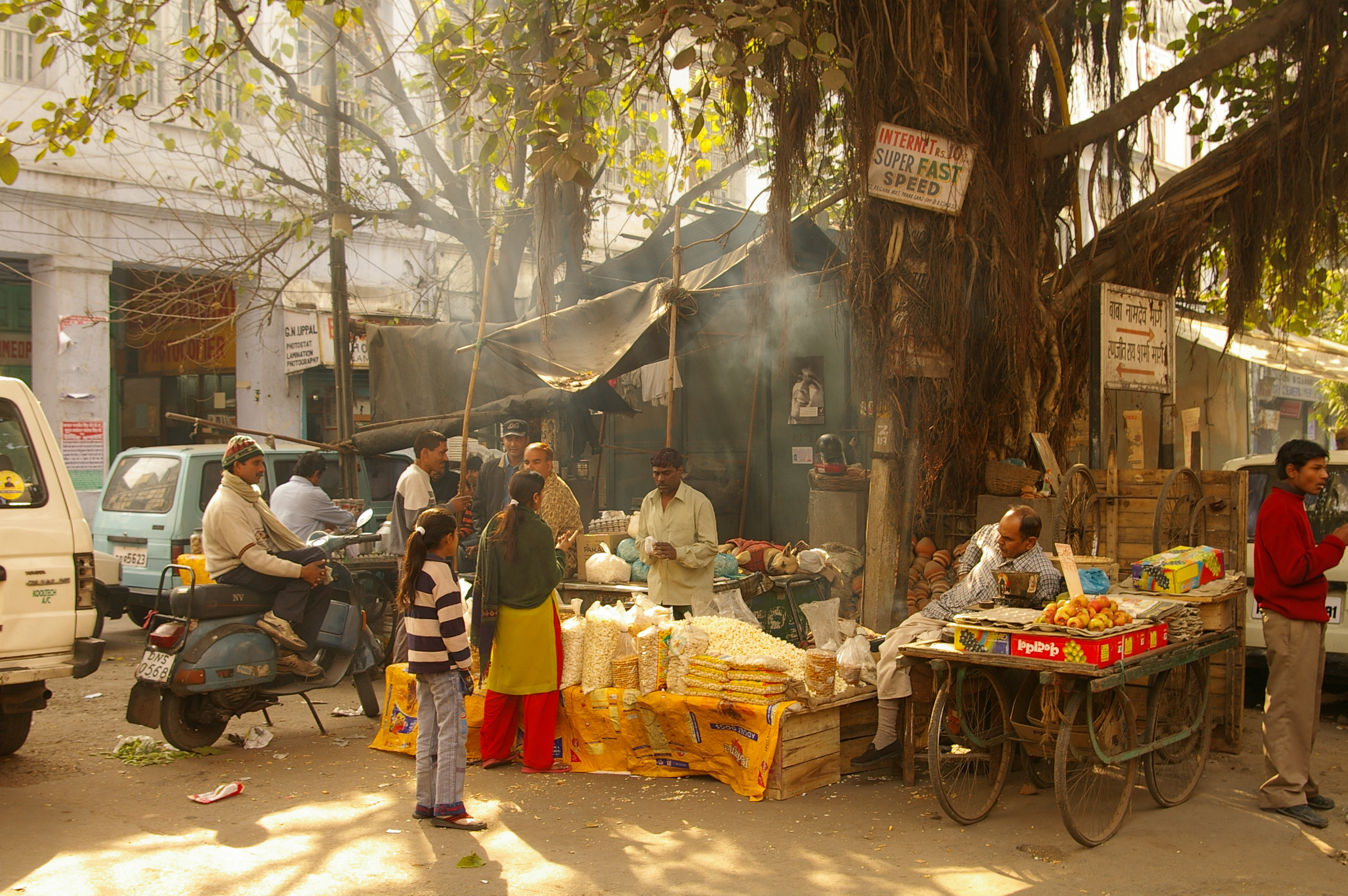
印度德里的巴刹

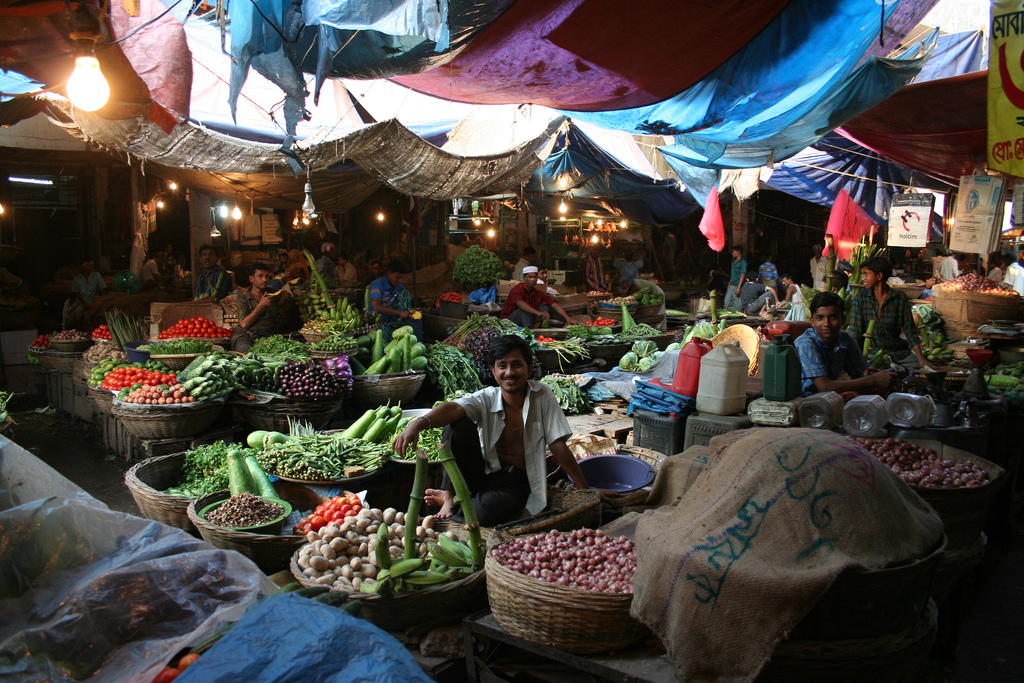
孟加拉的巴刹

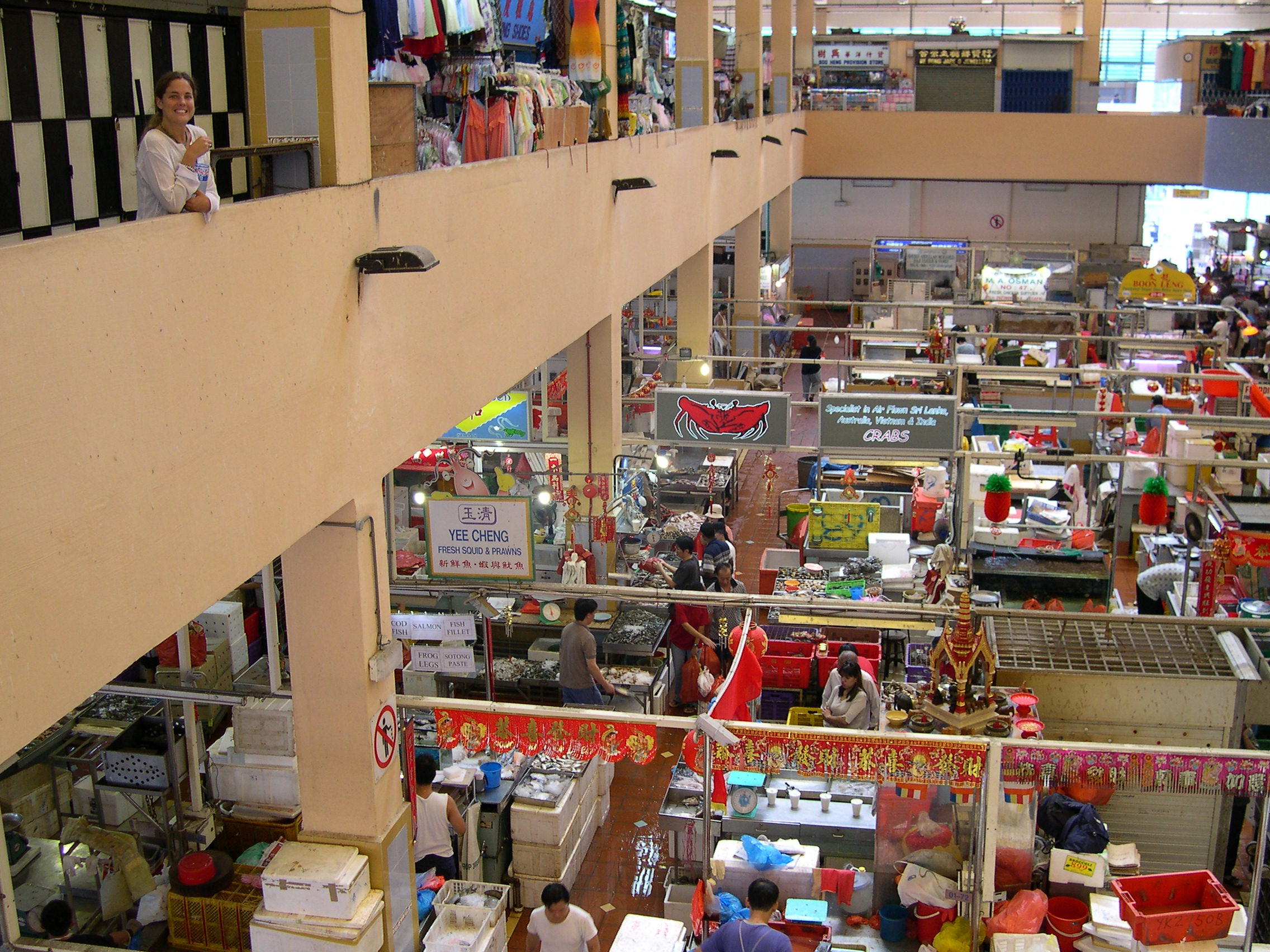
新加坡的巴刹

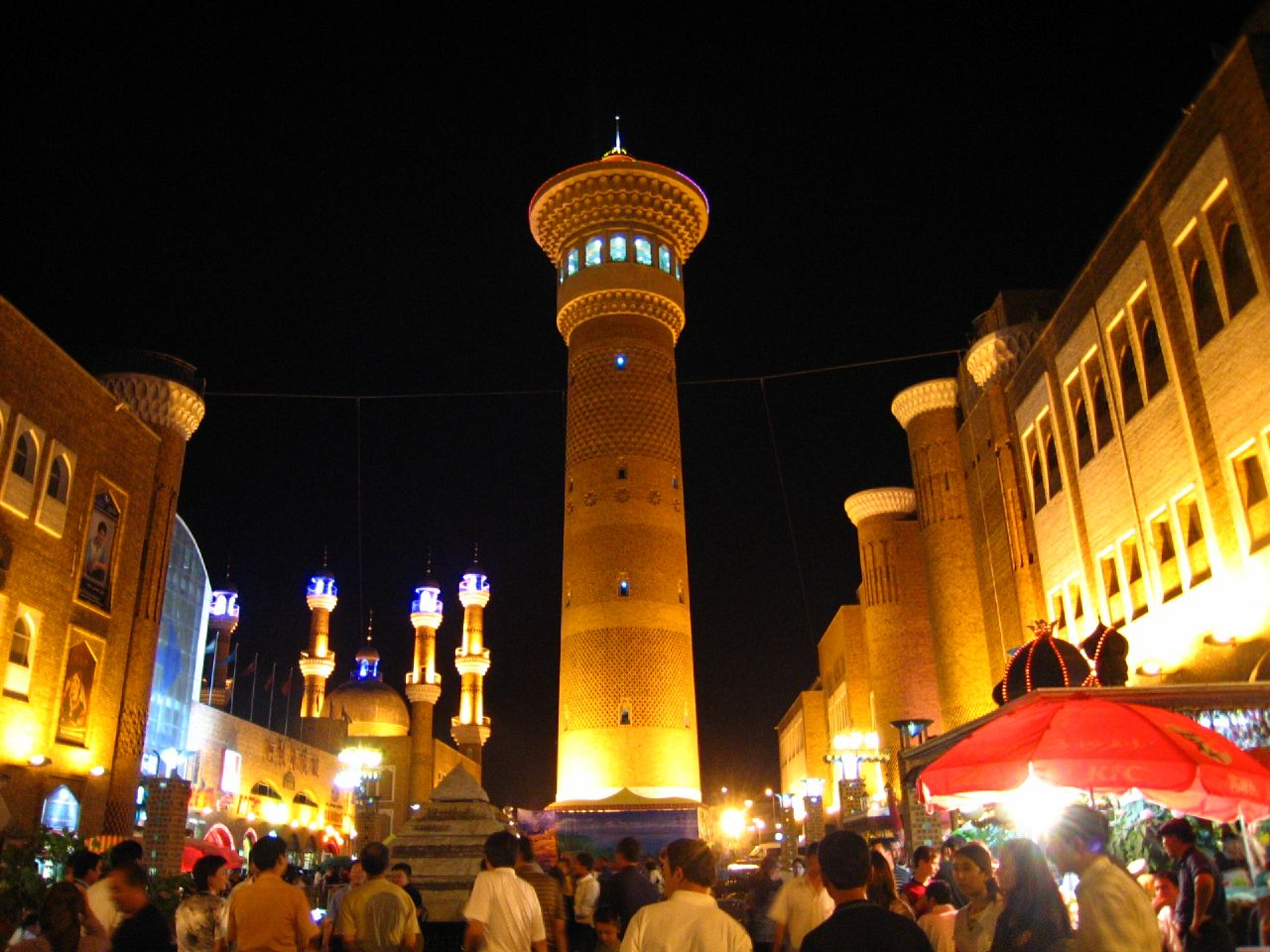
位于乌鲁木齐的新疆国际大巴扎

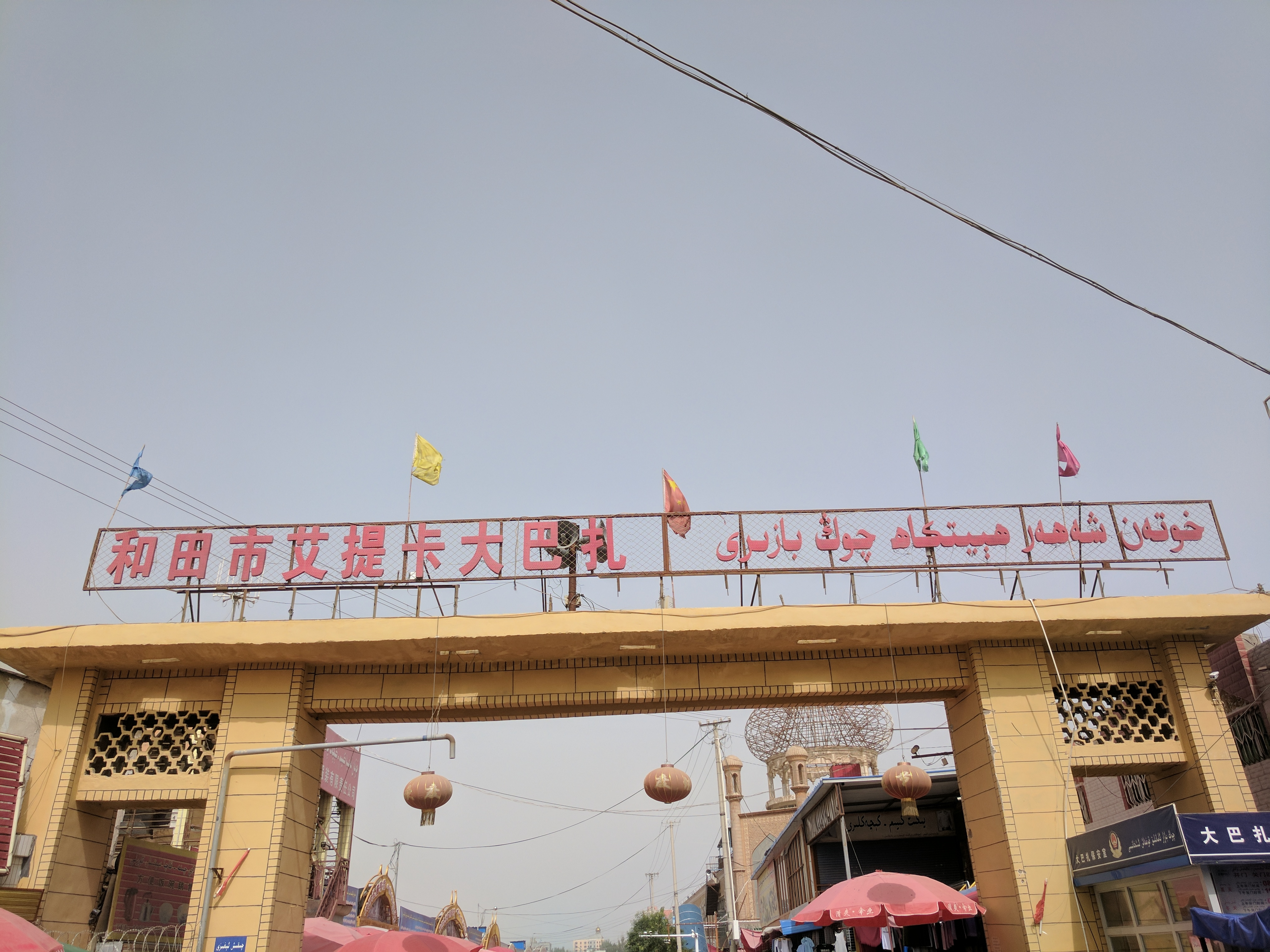
和田市艾提卡大巴扎

巴刹（bazaar，东南亚从马来语译巴刹，中国西部从维吾尔语译巴扎，词源为波斯语‎），是部分受波斯文化影響的地區对集市或者市场大厅的称呼，尤其是指中东地区的集市街道，这些街道往往有顶棚遮掩，街道两旁有许多小的摊头和店铺。
中东巴刹的特点是许多贩卖类似商品的店铺集中在一起。巴刹的另一特征是兼有批发商与零售商，有些商铺同时有批发商和零售商的作业。一般巴刹位于清真寺附近。
尽管巴刹这一单词源于波斯语，但是这一形式的商业模式已经為世界各地的本地人所广泛接受。在馬來西亞，新加坡和汶萊，巴刹被分为干巴刹和湿巴刹。售卖鱼类水产以及菜场被称作湿巴刹，而售卖食品的地方称作干巴刹。而在香港某些市場或市集，例如甘肅街玉器市場和樂富市集，英文直譯也是「巴剎」之意。